# Halima Mohamed-Seghir
Halima Mohamed-Seghir (ur. 26 stycznia 1992) – polska judoczka, mistrzyni Polski, wicemistrzyni Uniwersjady (2013) i medalistka mistrzostw Europy (2014) drużynowo, występująca w kategorii 63 kg.

## Kariera sportowa
Jest zawodniczką Wybrzeża Gdańsk.
W 2007 została brązową medalistką Olimpijskiego festiwalu młodzieży Europy (w kategorii 52 kg), w 2008 wicemistrzynią Europy kadetek (w kategorii 57 kg). W 2011 została kolejno brązową medalistką mistrzostw Europy juniorek, wicemistrzynią świata juniorek i młodzieżową wicemistrzynią Europy. Jako seniorka zdobyła wicemistrzostwo Letniej Uniwersjady (2013), brązowy medal mistrzostw Europy (2014) i srebrny medal światowych wojskowych igrzysk sportowych (2015) w turnieju drużynowym.
W 2006 została brązową medalistką mistrzostw Polski kadetek, w 2007 i 2008 mistrzostwo Polski kadetek, w 2009, 2010 i 2011 mistrzostwo Polski juniorek, w 2013 i 2014 młodzieżową mistrzynią Polski, w 2010 i 2013 mistrzynią Polski seniorek, w 2011 wicemistrzynią Polski seniorek.
Jej ojciec jest Algierczykiem, matka - Polką.